# Кириченко, Алла Семёновна
Кириче́нко Альби́на (А́лла) Семёновна (4 января 1938, Ступино, Московская область) — молдавский и советский архитектор.
Лауреат Государственной премии Молдавии в области литературы, искусства и архитектуры (1984).

## Биография

### Рождение, ранние годы
Альбина Кириченко родилась 4 января 1938 года в городе Ступино Московской области, в семье рабочего. Родители Аллы родились в Украине, а позже переехали жить в Москву, где познакомились и поженились.
В 1938 году отец, Семён Антонович Кириченко, металлург по специальности, был направлен в подмосковный город Ступино для обучения рабочих на металлургическом комбинате (ныне АО «Ступинская Металлургическая Компания»), с 1941 по 1943 годы воевал на фронте, после ранения вернулся домой.
Мать, Анастасия Семёновна Кириченко, после окончания рабфака работала секретарём директора завода «Динамо» в Москве, где и познакомилась с будущим мужем. После рождения Альбины в основном занималась воспитанием дочери.
Родители Аллы вели активную общественную жизнь, прекрасно пели, выступали в качестве солистов в конкурсах художественной самодеятельности, в том числе всесоюзных.

### Становление
Любовь к рисованию у Альбины проявилась ещё в школе. Учитель рисования Василий Иванович Слюсарёв заметил способности юной художницы и порекомендовал ей после школы поступить в архитектурный институт.

Альбина окончила среднюю школу с золотой медалью и в 1955 году подала документы в Московский архитектурный институт. 
«На одно место в вузе тогда было 14 человек, в том числе 4 медалиста. Всё решал экзамен по рисунку, и в результате я поступила в институт с первого раза.»

В 1961 году выпускников градостроительного факультета МАрхИ, в числе которых была и Алла Кириченко, распределили для работы в город Волжск. Но оказалось, что этому городу нужны не градостроители, а промышленные архитекторы, и от молодых специалистов отказались. Распределение почти закончилось, осталось лишь несколько направлений в города Мирный, Сыктывкар, Караганда. Судьбу молодых архитекторов решил случай: в это время в Москву приехал главный архитектор столицы Молдавской ССР Виктор Федорович Смирнов. Он искал специалистов для создания нового генерального плана Кишинёва. Так Алла Семёновна Кириченко вместе с однокурсником Иваном Степановичем Гриценко оказались в Кишинёве.

### Личная жизнь
В 1963 году Алла Семёновна Кириченко вышла замуж в Кишинёве за Виталия Васильевича Титарева. В этом же году родилась дочь Ольга. Есть внук Владислав и правнучка Анастасия.

### Трудовая деятельность

Алла Кириченко (справа) и Нина Фельдбрина осматривают место будущей стройки.

1961—1963: бюро архитектуры по разработке генерального плана при Городском исполнительном комитете, Кишинёв;
1963—1993: кишинёвский проектный институт «Молдгипрострой» (позднее — «Урбанпроект»), Кишинёв;
1993—2003: проектная организация «Долмен-Архпроект», Кишинёв;
2003—2011: компания «Dimensional Design», Кишинёв;
2016—2021: компания «Pintura Cons».

## Достижения
Алла Семёновна Кириченко является автором более 100 проектов, большая часть которых — территории и объекты столицы Республики Молдова — муниципия Кишинэу.

### Генеральный план Кишинёва
К 1961 году генеральный план Кишинёва, созданный в 1951 году Алексеем Викторовичем Щусевым, ещё действовал, но он касался только центра города и был практически выполнен. Численность населения столицы постоянно увеличивалась: в Кишинёве уже проживало более 200 тысяч человек. Приезжали новые люди, на открывающихся заводах и фабриках были нужны рабочие руки. Поэтому новый генеральный план был крайне необходим. 
«Мы начали проектировать Кишиинёв вместе с Ниной Михайловной Фельдбриной. У Нины Михайловны уже был готов проект Рышкановки, но одного района для города было мало, и мы продолжали изучать новые места. Вначале мы очень долго занимались тем, что собирали и склеивали по частям геодезические съемки: искали результаты аэрофотосъёмок, проверяли всё на местности. Местные жители нас встречали в прямом смысле слова с собаками и вилами: знали, что если пришли „проверять“, то будут сносить». 
Именно тогда архитекторы определили, что Кишинёв, как Рим, стоит на семи холмах, но по сравнению с Римом, у него есть преимущество — между холмами почти везде есть лесонасаждения, лощины, которые при проектировании были задуманы как зоны отдыха. На каждом из семи холмов был запланирован район или микрорайон города: Ботаника, Старая Почта, Петриканы, Чеканы, Буюканы, Скулянка, Телецентр. Отведено было место и для районов промышленной застройки. В ходе работы определялась площадь каждого района, примерное количество жителей, проектировались транспортные линии и вся необходимая инфраструктура. 
«Застройка новых районов начиналась в основном „хрущёвками“. И хотя сегодня многие выражают недовольство в их адрес, я считаю, что это было величайшее начинание того времени. Строить нужно было много и быстро, и „хрущёвки“ эту задачу решали. В сравнении с коммунальными квартирами, в которых тогда жили большинство горожан, получить отдельную квартиру в такой пятиэтажке было большим счастьем». 

### Район Ботаника
С 1964 по 1965 г.г. Алла Кириченко осуществила проектирование района Ботаника г. Кишинёва.

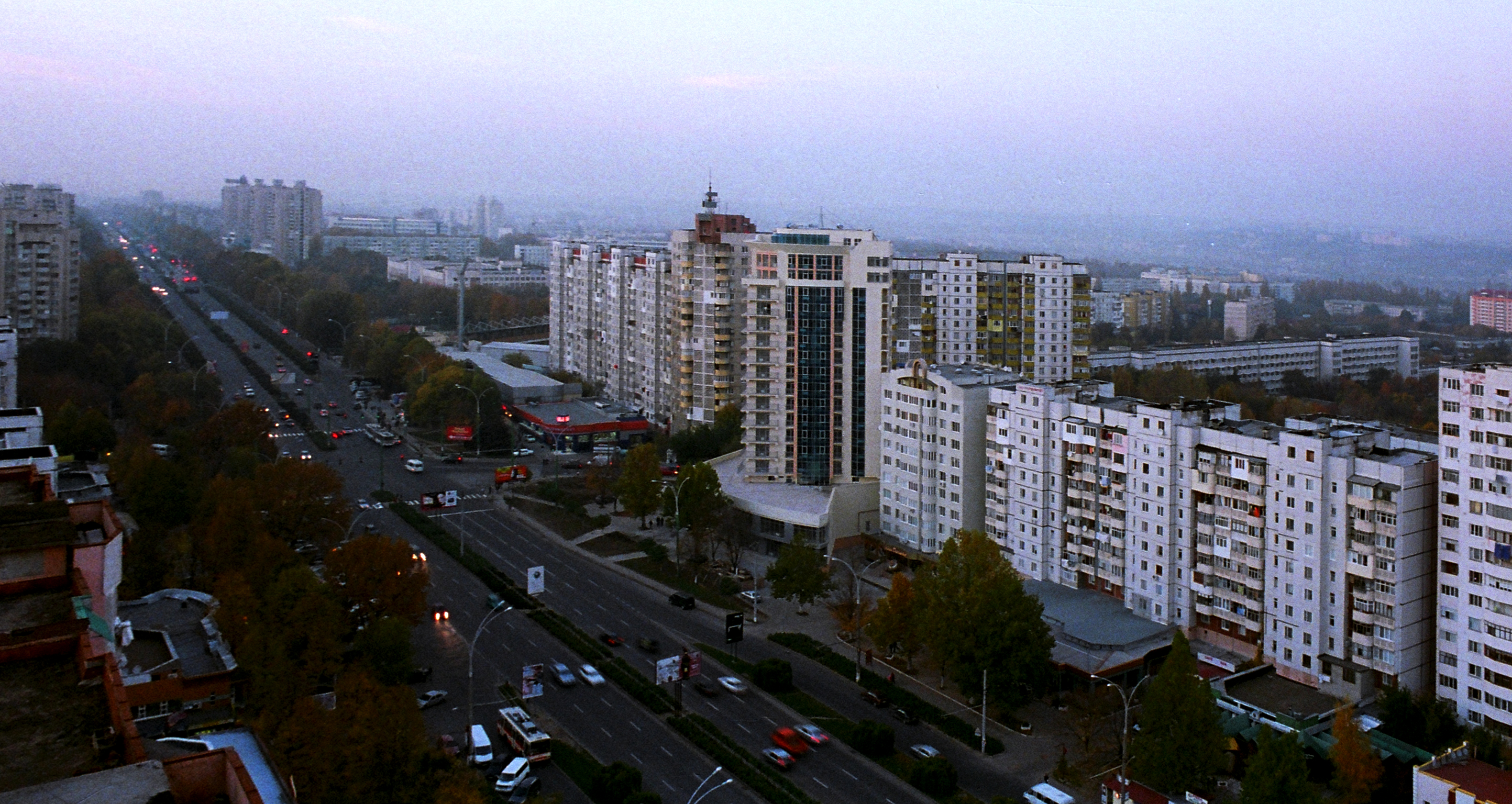
Бульвар Дачия

Согласно её проекту была проложена главная улица района — проспект Мира (сегодня — бульвар Дачия).
«В то время вся моя жизнь по большей части ещё была в Москве. Билеты тогда были доступными, и два раза в месяц на выходные я летала домой. Помню, каждый раз, когда я возвращалась обратно, к аэропорту подъезжал маленький старый автобус и вёз нас в Кишинёв по каким-то сельским узким улицам. Мы ехали по улице Мунчештской, которая местами была даже не асфальтирована, где порой приходилось уступать дорогу повозкам с лошадьми. А если была непогода, то выйти из автобуса было невозможно. Меня, как архитектора это очень огорчало, ведь Кишинёв — это столица республики. Поэтому, когда я начала проектировать Ботанику и увидела на плане аэрофотосъемки аэропорт, то поняла, что сам Бог велит мне проложить через этот район дорогу к Кишинёву».
Молодой архитектор решила сделать центральную улицу Ботаники (тогда её называли Аэропортная) очень широкой, чтобы всем было понятно, что это — въезд в столицу, во избежание заторов запроектировала отдельные проезды — для общественного городского и междугороднего транспорта. Однако, приехавший в Кишинёв председатель Совета министров СССР Алексей Косыгин возмутился, сказав, что даже в Москве нет таких широких проспектов, а земля в городах дорогая. Отстаивая свой проект, Алла Кириченко объяснила, что республика расположена в сейсмической зоне, здесь высокая балльность, поэтому надо иметь широкие, свободные пространства, без застройки, на которых в случае чего можно будет расположить и палатки для жилья, и медпункты, и всё необходимое. И проект был одобрен.
Идея строительства двух домов на въезде в Кишинёв со стороны аэропорта, известных как «Ворота города», также принадлежала Алле Семёновне Кириченко, воплотил её в жизнь архитектор Юрий Богданович Туманян.

### Кишинёвский цирк
К 530-летию Кишинёва Верховный Совет СССР решил подарить городу несколько общественных зданий, в том числе цирк. На тот момент, это должен был быть пятый или шестой стационарный цирк в мире. Большинство из таких зданий были построены в СССР (в Москве, Ташкенте, Курске, Киеве, Казани). Подобные здания проектировал специализированный Институт зрелищных зданий в Москве. Республике были выделены средства и кишинёвскому проектному институту «Молдгипрострой» для реализации был выслан готовый типовой проект. Однако, молдавским проектировщикам он не понравился — проект был маловыразительный, с сокращенным составом помещений. 

«Это был четырёхметровой высоты „граненый стакан“, невыразительный до жути. Я пошла к нашему главному архитектору — Семёну Михайловичу Шойхету, выразила своё мнение и предложила попробовать добиться, чтобы нам разрешили делать свой, индивидуальный проект». 
Руководству «Молдгипростроя» удалось получить такое разрешение. Директор Тимофй Яковлевич Танких и главный архитектор института Семён Михайлович Шойхет поехали в Москву, на приём к министру культуры СССР Екатерине Алексеевне Фурцевой и получили «добро» на создание индивидуального проекта здания цирка".

Семён Шойхет был назначен главным архитектором проекта, а Алла Кириченко — руководителем группы архитекторов, и в 1965 году началась работа над проектированием. 
«Мы решили сделать фасад цирка в виде корзины, которая собирает зрителей. В отделке, в деталях мы постарались показать национальный колорит. Появились трапециевидные панели наверху, линии балкона мраморной облицовки, стилизованные разветвления и детали, напоминающие о молдавском творчестве — рисунках и орнаментах, встречающихся на молдавских коврах. Благодаря наклонным колоннам, конструкция получилась похожей на молдавский танец — хору».

Долгое время заняли поиски места для цирка. «Союзгосцирк» настаивал на том, чтобы построить его в центре города, за центральным рынком, так как это самое многолюдное место. 
«Но мы всё-таки считали цирк искусством. Мы хотели, чтоб поход в цирк был торжественным, и чтобы его здание стало украшением города. Первый серьёзный эскизный проект мы делали для участка напротив железнодорожного вокзала, где сейчас расположен Дворец культуры железнодорожников. Однако на этом варианте не остановились и продолжали искать. В результате выбрали место на Рышкановке». 
Решающим аргументом было то, что в проекте генплана Кишинёва вдоль реки Бык была заложена спортивная зона: бассейн, институт физкультуры, манеж, теннисные корты, олимпийский стадион. И цирк таким образом очень красиво завершал эту зону.

Перепады высот на этой местности архитекторы удачно использовали для того, чтобы сделать цирк двухуровневым: нижняя часть с главным входом — фойе для зрителей, верхняя — с ареной. Благодаря этому, а также тому, что была спроектирована малая арена (тренировочный манеж), была решена и одна из важных проблем зданий цирка — был устранен большой сквозняк, который возникает при входе и выходе зрителей и является причиной постоянного запаха из помещений, где размещаются животные.
«В фойе я запроектировала пол из мраморных плит на цирковые темы, и рисунок этих полов я создавала в натуральную величину сама, делая раскладки камней. Пол был выполнен настолько качественно, что даже сейчас на нем очень мало повреждений, и в основном они сохранились в первоначальном виде».
Возле цирка был большой котлован — место выработки известняка. В этом месте была великолепная акустика, и Алла Криченко вместе с Ниной Фельдбриной готовили эскизы открытой эстрады для проведения международных хоровых конкурсов. Но этим проектам не суждено было реализоваться, котлован был засыпан. На время строительства цирка Алла Кириченко была командирована и постоянно находилась на объекте для проведения авторского надзора за строительством. 
«Как только была построена арена, артисты цирка начали здесь отрабатывать программу. В то время я познакомилась со многими из них, в том числе с Юрием Никулиным». 

В 1981 году здание цирка было построено. 25 апреля 1982 года, в честь 60-летия образования СССР, была представлена первая концертная программа. 
«На первое представление для нас оставалось мало мест, но в результате мы выбили себе билеты. Было очень интересно. Так трогательно, когда ещё помнишь первый штрих на бумаге и вот вы уже видишь, как там выступают артисты». 
Кишиневский цирк в те времена был признан четвёртым в мире и первым в СССР по красоте и удобству. Благодаря тренировочной арене стало возможным проведение большого количества представлений — от 37 до 56 представлений в месяц, чего не было ни в одном цирке в то время. В этом цирке обкатывали программы артисты из всего Советского Союза и многих зарубежных стран. Спустя несколько лет Кишинёвский цирк был включен в перечень лучших объектов архитектуры Европы второй половины XX века.

### Школа № 1 (Лицей Георге Асаки)
В 60-х годах вслед за котельцовым строительством в Кишинёве началось панельное, которое по темпам было гораздо быстрее. Из панелей строили как жилые, так и административные здания города. Рядом с первым панельным административным зданием — Домом печати (архитектор Борис Владимирович Вайсбейн) — благодаря проекту Аллы Кириченко появилось и школа № 1. 
«Первую школу было решено построить на улице Пушкина. Согласно заданию отдела архитектуры здание школы должно было быть расположено по красной линии улицы, то есть прямо возле тротуара. Я с этим не согласилась. Во-первых, такое большое здание зрительно очень сужает улицу, а во-вторых, школа не может быть расположена вблизи пешеходной трассы—это отвлекает учеников и мешает пешеходам. И кроме всего прочего, эта школа задней своей частью „садилась“ на церковь Святой Феодоры. Церковь очень красивая, и мне было жаль её разрушать, поэтому, учитывая все аргументы, я предложила отодвинуть месторасположение школы. В результате перед школой получилось свободная площадка для школьных мероприятий, и церковь осталась нетронутой».

### Виадук
В соответствии с проектом Аллы Семёновны Кириченко был запланирован виадук, соединивший Ботанику и Центр. 
«По генплану полагалась связь районов с центром города. Но дело в том, что лощины между Ботаникой и центром — оползневые, с грунтами, на которых ничего нельзя строить. Насыпи могли сползти. Поэтому я предложила сделать мосты. Я определила направление трассы виадука и соединила её с улицей Искра (ныне Букурешть)». 
Проектную документацию для строительства разрабатывал Киевский филиал института «СоюзДорНИИ». В качестве генерального подрядчика был занят мостоотряд № 23 из Одессы. Строительство виадука началось в начале восьмидесятых годов и после длительного перерыва завершено строительство в 1989 году.

## Оценки
Алла Семёновна Кириченко — лауреат Государственной премии Молдавской ССР в области литературы, искусства и архитектуры. Премия была присвоена в 1984 году за проектирование здания Кишиневского цирка.
В 2023-м году Альбина Кириченко была удостоена звания Почетного Гражданина Муниципия Кишинев.

## О своей профессии
«Проектирование — это очень сложная вещь, потому что архитектор практически организовывает жизнь людей».
«Архитектор должен быть эрудированным человеком, владеть знаниями не только в своей профессиональной сфере, но и уметь ощущать гармонию создаваемых объектов, их интеграцию в окружающее пространство. Все эти качества надо в себе развивать. Ограниченный человек не способен спроектировать что-то замечательное».

## Перечень выполненных работ
| Годы        | Название проекта                                                                              | Авторство                 | Сведения о реализации проекта |
| ----------- | --------------------------------------------------------------------------------------------- | ------------------------- | ----------------------------- |
| 1961—1962   | Упорядочение застройки района Малая Малина, Кишинёв                                           |                           |                               |
| 1961        | Благоустройство квартала 53 в секторе Рышкановка, Кишинёв                                     | ЭП* — автор               |                               |
| 1962        | Застройка Скулянской площади (ныне площадь Дмитрия Кантемира), Кишинёв                        | авторский коллектив       |                               |
| 1962        | Упорядочение застройки района Котовского шоссе, Кишинёв                                       | авторский коллектив       |                               |
| 1962        | Упорядочение застройки района Скиносы, Кишинёв                                                | авторский коллектив       |                               |
| 1962        | Детальная планировка Бендерской промышленной зоны, Кишинёв                                    | авторский коллектив       |                               |
| 1962        | Проектирование Генерального плана, Кишинёв                                                    |                           |                               |
| 1963        | Предложение по упорядочению благоустройства Мунчештского шоссе, Кишинёв                       | авторский коллектив       |                               |
| 1963        | Проект озеленения города Кишинёв                                                              | авторский коллектив       |                               |
| 1963        | Зоопарк в Долине Роз, Кишинёв                                                                 | авторский коллектив       |                               |
| 1964—1965   | Детальная планировка сектора Ботаника, Кишинёв                                                | автор                     | осуществлён                   |
| 1964—1965   | Проектирование Генерального плана города Кишинёв                                              | авторский коллектив       |                               |
| 1965—1982   | Проектирование Кишиневского государственного цирка                                            | автор                     | осуществлён                   |
| 1972—1974   | Средняя школа № 1, Кишинёв (нынешнее название — лицей им. Г. Асаки)                           | автор                     | осуществлён                   |
| 1974        | Крытый теннисный корт, Кишинёв                                                                | автор                     | осуществлён                   |
| 1975        | Типовой блок-вставка на 20 квартир для типовой серии 102                                      | авторский коллектив       |                               |
| 1980        | Административное высотное здание «Совет колхозов»                                             | авторский коллектив       | осуществлён                   |
| 1980 — 1983 | Типовая серия 5-этажных жилых домов для 6-балльной зоны МССР                                  | автор                     |                               |
| 1980        | Типовой проект Дома престарелых, Кишинёв                                                      | автор                     |                               |
| 1982        | Интерьер малого зала и буфета во Дворце культуры железнодорожников, Кишинёв                   | автор                     | осуществлён                   |
| 1993        | Индивидуальный проект 42-х квартир 5-этажного жилого дома, Фалешты                            | РП* — авторский коллектив |                               |
| 1994        | Индивидуальный жилой дом по ул. Вырнав, Кишинёв                                               | РП — авторский коллектив  |                               |
| 1994        | Жилой дом с объектами социально-культурного назначения по ул. Букурешть, Кишинёв              | РП — авторский коллектив  | осуществлён                   |
| 1994        | Реконструкция здания для офисов и гостиницы, Театральный переулок, Кишинёв                    | ЭП — авторский коллектив  |                               |
| 1995        | Административное здание компании Framex, Кишинёв                                              | ЭП — авторский коллектив  |                               |
| 1996        | Фирменный магазин на территории Кишинёвского комбината игристых и марочных вин                | ЭП — авторский коллектив  |                               |
| 1997        | Застройка квартала между улицами Колумна — Армянская, Кишинёв                                 | авторский коллектив       |                               |
| 1999        | Реконструкция детского противотуберкулезного санатория, Чадыр-Лунга                           | РП — автор                | осуществлён                   |
| 1999        | Реконструкция административного здания по ул. Колумна, 106, Кишинёв                           | авторский коллектив       | осуществлён                   |
| 1999        | Реконструкция незавершенного здания по пр-ту Мирча чел Бэтрын, Кишинёв                        | РП — авторский коллектив  |                               |
| 2000        | Выборочный капитальный ремонт школы-интерната (Унгены) и лицея (Лэпушна)                      | РП — авторский коллектив  | осуществлён                   |
| 2000        | Общественный центр евангельских христиан-баптистов, Крихана веке                              | РП — автор                | осуществлён                   |
| 2000        | Торгово-коммерческий центр с офисами по ул. Г. Уреке, 67, Кишинёв                             | авторский коллектив       |                               |
| 2000        | Реконструкция корпуса 28, ООО «Лиман», Сергеевка, Одесская область                            | РП — автор                | осуществлён                   |
| 2001        | Реконструкция жилого дома по ул. Друмул Виилор, Кишинёв (жилой дом работников посольства США) | автор                     | осуществлён                   |
| 2001        | Реновация «MSE BEQ RENOVATION»                                                                | РП — авторский коллектив  |                               |
| 2001        | Реновация учебного центра гражданской защиты и противопожарных спасательных станций, Кишинёв  | РП — авторский коллектив  | осуществлён                   |
| 2001        | Туберкулёзный тюремный госпиталь, Прункул                                                     | РП — автор                | осуществлён                   |
| 2001        | Завершение строительства 1-го пускового корпуса школы-интерната, Крихана Веке                 | РП — авторский коллектив  | осуществлён                   |
| 2001        | Реновация госпиталя, Единец                                                                   | РП — авторский коллектив  | осуществлён                   |
| 2001        | Проектирование и размещение киосков «Loteria Moldovei»                                        | РП — автор                | осуществлён                   |
| 2001        | Детская поликлиника и реконструкция здания бывшего райкома, Рышканы                           | ЭП — авторский коллектив  |                               |
| 2001        | Производственная база Кишинёвского МРО «Сортсемовощ», промышленная зона Гидигич               | РП — авторский коллектив  |                               |
| 2001        | Дом настоятельницы в Хынковском Параскевиевском монастыре, Ниспоренский район                 | РП — автор                | осуществлён                   |
| 2002        | Реконструкция конференц-центра МО РМ                                                          | РП — авторский коллектив  | осуществлён                   |
| 2002        | Блок вспомогательных помещений на Республиканском стадионе, Кишинёв                           | РП — авторский коллектив  |                               |
| 2002        | Отделение восстановительного лечения дунайской бассейновой больницы, Измаил, Одесская область | РП — авторский коллектив  |                               |
| 2003        | Реновация пожарного депо № 22 в республиканском учебном центре                                | РП — авторский коллектив  | осущетсвлён                   |
| 2003        | Реконструкция детского противотуберкулёзного санатория, Чадыр-Лунга                           | РП — авторский коллектив  | осуществлён                   |
| 2003        | Реконструкция СПИД-лечебного отделения кожно-венерического диспансера, Кишинёв                | РП — авторский коллектив  | осуществлён                   |
| 2003        | Реконструкция ожогового центра, Кишинёв                                                       | РП — авторский коллектив  | осуществлён                   |
| 2006        | Госпиталь, Акуп, Кот-д’Ивуар, Южный Судан                                                     | автор                     |                               |
| 2007        | Капитальный ремонт крыши теннисного корта, Кишинёв                                            | РП — авторский коллектив  |                               |
| 2009        | Автобоксы (ул. Вокзальная) и отдел пограничной полиции, Вулканешты                            | РП — авторский коллектив  | осуществлён                   |
| 2003        | Развлекательный центр-клуб Soho, Кишинёв                                                      | РП — авторский коллектив  |                               |
| 2003        | Торговый центр-рынок UNO, ул. Тираспольская, Кишинёв                                          | РП — авторский коллектив  | осуществлён                   |
| 2004        | Реконструкция жилого дома, ул. Тома Чорбэ, Хынчешть                                           | РП — авторский коллектив  |                               |
| 2004        | Сельскохозяйственный рынок, ул. Парковая, Новые Анены                                         | РП — автор                | осуществлён                   |
| 2005        | Жилой 72-квартирный домб ул. Ливиу Деляну, Кишинёв                                            | РП — автор                | осуществлён                   |
| 2006        | Церковь Успения Богородицы, Негрешть, Страшенский район                                       | РП — автор                | в процессе строительства      |
| 2006        | Торговый центр «Мадия», Бендеры                                                               | РП — автор                |                               |
| 2007        | Реконструкция ресторана «У Татьяны», ул. Коммунистическая, Бендеры                            | РП — авторский коллектив  | осуществлён                   |
| 2007        | Станция обслуживания автомобилей, ул. Петриканская, Кишинёв                                   | РП — авторский коллектив  | осуществлён                   |
| 2008        | Мансарда над существующим зданием общежития, ул. Василе Коробан, 47/2, Кишинёв                | РП — автор                | осуществлён                   |
| 2008        | Мансарда над существующим зданием общежития, ул. Дойны и Иона Алдя-Теодорович, 14/2, Кишинёв  | РП — автор                | осуществлён                   |
| 2008        | Ресторан в Винных подвалах винодельческого комбината Cricova, Крикова                         | РП — автор                | осуществлён                   |
| 2009        | Индивидуальный жилой дом (passivhaus), ул. Гутуилор, Кодру                                    | РП — автор                | осуществлён                   |
| 2009        | Индивидуальный жилой дом, Бельцы                                                              | РП — автор                | осуществлён                   |
| 2009        | Ресторан с залом торжеств Mi Piace, ул. Трандафирилор, 4, Кишинёв                             | РП — автор                | осуществлён                   |
| 2011        | Реконструкция офисного и складского здания АCМ-Muncești, Кишинёв                              | ЭП — автор                |                               |
| 2011        | Интерьер зала переговоров в офисе АCМ-Muncești, Кишинёв                                       | РП — автор                |                               |
| 2012        | Офисный центр, ул. Нахимова, Смоленск, Россия                                                 | ЭП — автор                |                               |
| 2013        | Механические мастерские, ул. Кишинёвская, Страшены                                            | РП — автор                | в процессе строительства      |
| 2014        | Ресторан с залом торжеств в лесу, Полтавское шоссе                                            | ЭП — автор                | в процессе строительства      |
| 2015        | Дом молитвы христиан-баптистов, Руженица                                                      | РП — автор                | в процессе строительства      |
| 2015        | Дом молитвы христиан-баптистов, Единец                                                        | РП — автор                |                               |
| 2015        | Дом молитвы христиан-баптистов, Отачь                                                         | РП — автор                |                               |
| 2016—2021   | Проектирование домов из структурно-изоляционных (SIP) панелей, в том числе церковь, Трушены   |                           |                               |

Архитектурные иди указанных в списке проектов — Аллы Семёновны Кириченко.
* РП — рабочий проект, ЭП — эскизный проект.

## Конкурсы
Проект павильона МССР на Всемирной выставке достижений народного хозяйства в Москве, авторский коллектив, 1962 г.
Проект Кишиневской государственной консерватории, авторский коллектив, 1963 г.
Проект Памятника Победы на Рышкановском холме в Кишинёве, авторский коллектив, 1963 г.
Проект Вычислительного центра на Рышкановском холме в Кишинёве, авторский коллектив, 1965 г.
Проект Плана детальной планировки центральной части Кишинёва, авторский коллектив, 1967 г.
Проект обустройства территории в районе Кишиневского цирка, авторский коллектив, г. Кишинёв.